# Concatedral de la Asunción de María (Maria Saal)
La Concatedral de la Asunción de María o simplemente Catedral de Maria Saal (en alemán: Wallfahrtskirche Maria Himmelfahrt) es un templo católico en la localidad de Maria Saal en el país europeo de Austria. Funciona como la Concatedral de la Diócesis de Gurk.
Una primera iglesia dedicada a Santa María fue construida en el sitio de la iglesia actual en el 753 por el obispo Martino. En 945 fue dotada con extensas propiedades y fue elegida la iglesia madre de Carintia, como parte de la diócesis de Salzburgo, asumiendo el título de "catedral". En 1072 este papel principal pasa a la catedral de Gurk. La iglesia actual fue construida de acuerdo con la arquitectura gótica en el siglo XV, entre 1430 y 1459, y luego parcialmente reconstruida en el siglo XVII. 

## Véase también

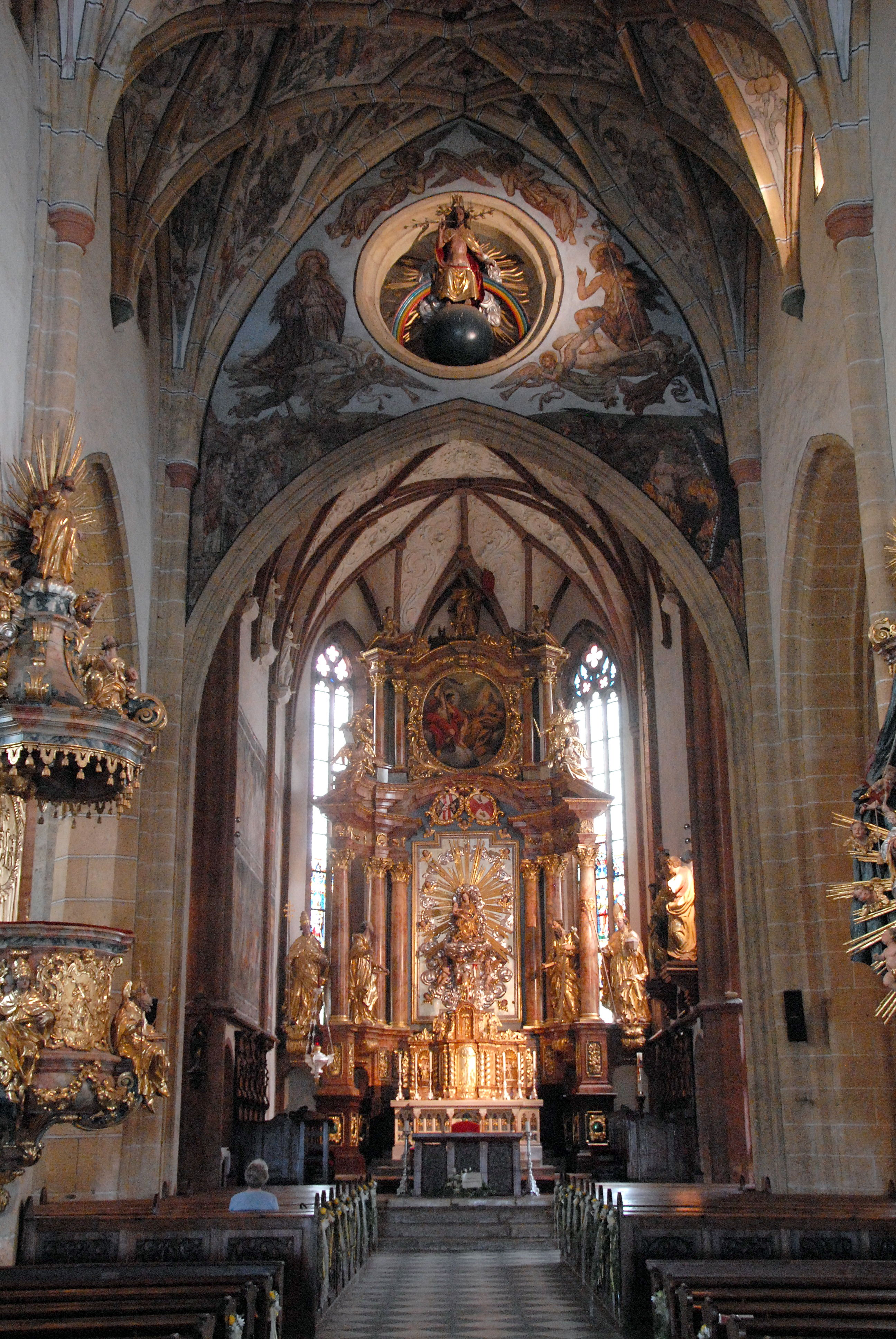
Vista interna